# Anthony Barboza
Pour les articles homonymes, voir Barboza.
Anthony Barboza (né en 1944) est un photographe, peintre et écrivain américain d'origine cap-verdienne.
Artiste engagé, il pose un regard critique sur le rôle et les expériences de la communauté afro-américaine dans le contexte de la race, de la sexualité, du genre, de la politique et des questions sociales et leurs interactions sur la société et la culture américaines

## Biographie
Né dans le Massachusetts, Barboza commence à s’intéresser à la photographie à l’adolescence et décide en 1963, à l’âge de 19 ans de partir à New York pour étudier ce medium. Rapidement, il rencontre Hugh Bell, photographe qui accepte de lui enseigner la photographie de mode.
Pendant qu’il suit cet enseignement, il passe également beaucoup de temps à faire de la photographie de rue. C’est là qu’il rencontre un groupe de photographes afro-américain prénommé "The Kamoinge Workshop" qu’il intègre aussitôt. Dirigé par Roy Decarava puis plus tard par Barboza lui-même, ce groupe propose un forum de discussion autour de la photographie. Son ambition est également de lutter contre les discriminations dont sont victimes les professionnels noirs américains dans ce milieu encore très ségrégationniste
En 1968, après avoir travaillé comme photographe dans la US Navy pendant trois ans, il ouvre son propre studio de photographie à New York.
Tout au long des années 1970, son travail est présenté dans de nombreuses expositions individuelles et collectives comme au MoMa de New York en 1978 ou au Columbia College de Chicago[réf. nécessaire]. À partir de 1975, il commence à prendre des centaines de portraits, démarrant avec des amis puis avec des artistes qu’il admire, des intellectuels ou encore des athlètes.
En 1980, il reçoit une bourse de la fondation pour les arts qui lui permet de financer lui-même la publication de Black Borders, un livre de 30 portraits. Il continue d’exposer aux États-Unis ainsi qu’en Europe. Parallèlement, il se consacre de plus en plus à l’enseignement. Il donne des cours au centre international de photographie de New York ou au Columbia College de Chicago.
Ses séries de femmes enceintes dénudées, Black Borders et Black Dream/White Sheet, ont fait l’objet de nombreuses expositions individuelles internationales. Il a exposé récemment (février 2009) à l’African American Museum of Nassau County, New York.
Ses œuvres sont aujourd’hui dans de nombreuses collections particulières ou musées comme « Nigila, NYC, 1973 » acquise par le Musée d’Art Moderne de New York.

## Principales expositions
- 2009 : we want Miles, Cité de la Musique, Paris
- 2009 : Art Elysées, Paris
- 2009 : Berliner Liste, Berlin, Allemagne
- 1990 : Los Angeles County Museum of Art
- 1985 : Muchner Stadtmuseum, Munich, Allemagne
- 1982 : Jazzonia Gallery, Detroit, MI
- 1982 : Studio Museum in Harlem
- 1979 : Witkin Gallery, New York
- 1978 : Museum of Modern Art
- 1977 : Pensacola Art Museum, Pensacola, FL
- 1975 : International Center of Photography, New York
- 1974 : Columbia College, Chicago, IL
- 1974 : Light Gallery, New York
- 1973 : Rochester, New York
- 1971 : Addison Gallery of American Art, Andover, MA

## Prix
- 1980 : bourse photographique National Endowment for the Arts
- 1978 : bourse photographique du Conseil d’Art de l’état Massachusetts
- 1974 et 1976 : bourse photographique du Conseil d’Art de l’État de New York